# Великі Мошки
Великі Мошки (раніше — Мошки) — село в Україні, в Овруцькій міській територіальній громаді Коростенського району Житомирської області. Чисельність населення становить 227 осіб (2001). У 1923—54 роках — адміністративний центр колишньої однойменної сільської ради.

## Населення
Наприкінці 19 століття кількість населення становила 1 076 осіб, дворів — 191.
Відповідно до результатів перепису населення Російської імперії 1897 року, загальна кількість мешканців села становила 1 116 осіб, з них: православних — 984, юдеїв — 132, чоловіків — 570, жінок — 546.
У 1906 році у селі налічувалося 926 мешканців, дворів — 162, у 1923 році — 143 двори та 701 мешканець.
Відповідно до результатів перепису населення СРСР, кількість населення, станом на 12 січня 1989 року, становила 348 осіб. Станом на 5 грудня 2001 року, відповідно до перепису населення України, кількість мешканців села становила 227 осіб.

## Історія
Колишнє боярське село, належало до Овруцького замку. Згадується в акті від 6 липня 1518 року як Мошківські землі — король Сигізмунд I, на основі грамот князя Олександра (Олелька) Володимировича, великого князя Вітовта, короля Казимира та розподільчого акту, складеного віленським воєводою Юрієм Миколайовичем Радивиловичем і київським воєводою Андрієм Якубовичем Немировичем, підтвердив, між іншими зем'янами, право власності дворянам Мошківським на володіння ґрунтом під Мошковськими землями, між річками Норинь та Жерев, з обов'язком кінної військової господарської служби та звільненням від інших повинностей. Також згадується в акті від 30 серпня 1544 року, під назвою Мошки — рішенням королівського суду у справі між Хомою Мошковичем, мошківським землевласником, і Василем Ущапом з однієї сторони та овруцьким старостою Кшиштофом Кмітичем з другої, визнано Мошківських та Ущапівських зем'янами, заборонено вимагати з них боярські повинності та судити земським судом. Згадується в описі Овруцького замку 1545 року, з переліком приписаних до нього міщан, боярів, селян, земель, а також повинностей та податей, де перечислені «ординські слуги» замку із села Мошки. У 1571 році в селі налічувалося 11 путніх боярів (Мошківських та інших), що платили по 20 грошів.
Згадується в акті від 19 січня 1617 року, в рішенні київського земського суду у справі між овруцьким старостою Іваном Руцьким та, між іншими, дворянами Мошківськими з Мошок. Староста, з метою примусу до замкової служби, направив слуг своїх, котрі пограбували дворян, відібравши худобу. Суд визнав дворян вільними від замкових повинностей, крім земської військової служби, та зобов'язав старосту відшкодувати збитки і заплатити штраф за насильство. У 1622 році в селі було 30 боярських домів. Ще згадується у вироку копного суду від 4 лютого 1657 року, у справі про сплату дворянами Мошківськими за видерті у селі Мошки бджоли інших Мошківських. Згадується в акті від 6 травня 1660 року — дворянин Тиміш Єрмакович-Мошківський заповів, між іншим, поховати його біля церкви Святого Миколая у с. Мошки. Також згадується в акті від 27 березня 1671 року — грамотою короля Михайла Корибута відновлено права дворянам Мошківським на земельну власність та обов'язки постачати на війну до королівського війська одного вершника в амуніції. Попередні королівські грамоти втрачені Мошківськими під час козацьких воєн. Згадується у скарзі від 30 квітня 1682 року дворянина Андрія Матіяшкевича на дворян Мошківських про побиття та грабунок його та родини у с. Мошки. Мошківські відібрали у Матіяшкевича коня й гроші, побили його дружину з падчеркою та вмовили козаків полку Семена Корсунця, що квартирували у Овручі, полонити його та вимагати відкуп. Також згадується в акті від 13 червня 1690 року — королівським мандатом викликалися до суду, між іншими дворянами, Мошківські з Мошок. Овруцький староста Францішек Потоцький звинувачував дворян у привласненні дворянського титулу та відмові від підсудності старости і боярських повинностей на користь Овруцького замку. Ще згадується у скарзі поручника панцирної корогви королівських військ Давида Тальківського від 10 грудня 1691 року на дворян Мошківських та козаків полку Іскрицького, які прогнали із с. Мошки та пограбували військову коргву, яка мала квартирувати у селі. В іншій скарзі, від 16 червня 1694 року, товариш панцирної корогви Михайло-Франциск Костюшко скаржився на дворян Мошківських, звинувачуючи їх у нападах, грабунках, побитті слуг та погрозах смертю під час перебування у с. Мошки. Ще згадується в акті від 9 лютого 1696 року — овруцький підстароста Михайло Ставецький та овруцький підстолій Теодор Павша скаржилися, між іншими, на дворян Мошківських про недопуск до с. Мошки королівських комісарів, які їхали з метою виконання вироку у справі між дворянами та овруцьким старостою.
Згадується в люстрації Київського воєводства 1754 року, частина села належала овруцькому єзуїтському орденові, що сплачував 7 грошів до замку та 6 злотих і 26 грошів на міліцію. За іншу частину сплачував Каштелян — 2,5 грошів до замку та 18 грошів на міліцію.
У другій половині 19 століття — Мошки, село Велико-Фосенської волості Овруцького повіту Волинської губернії, на річці Норинь, за 115 верст від Житомира, за 8 верст південно-східніше від Овруча, де розміщувалася також найближча поштова станція, за 170 верст від найближчої залізничної станції у Києві. В історичних документах — Мошківці або Мошківецька земля. Дерев'яну церкву святого Миколая збудовано 1815 року за кошти ієромонаха Стефана Мошківського. При церкві 39 десятин землі, з проєктом від 20 червня 1842 року та планом. До парафії належало сільце Сарнинки (2 версти), хутір Ліски (3 версти) та приписна церква у с. Мала Фосня (1 верста). Дворів 174, православних — 1399 обох статей, римокатоликів — 1, чоловічої статі. Сусідні парафії: Раківщина (1 верста) та Велика Фосня (5 верст).
Наприкінці 19 століття — Мошки, Мошківці, село Велико-Фосенської волості Овруцького повіту Волинської губернії, за 5 верст від Великої Фосні, за 7 верст від Овруча, де розміщувалася поштова станція. Була дерев'яна церква, 1815 року будови, до парафії приписана церква у с. Велика Фосня.
У 1906 році — село Мошки Гладковицької волості (2-го стану) Овруцького повіту Волинської губернії. Відстань до повітового центру, м. Овруч, становила 8 верст, від волосного центру, с. Гладковичі — 10 верст. Найближче поштово-телеграфне відділення розміщувалося в Овручі.
У 1923 році — Великі Мошки, включене до складу новоствореної Великомошківської сільської ради, яка, 7 березня 1923 року, увійшла до складу новоутвореного Овруцького району Коростенської округи, адміністративний центр ради. Розміщувалося за 7 верст від районного центру, м. Овруч. 11 серпня 1954 року, відповідно до указу Президії Верховної ради Української РСР «Про укрупнення сільських рад по Житомирській області», Великомошківську сільську раду ліквідовано, село підпорядковане Раківщинській сільській раді Овруцького району Житомирської області.
23 липня 1991 року, відповідно до постанови Кабінету Міністрів Української РСР № 106 «Про організацію виконання постанов Верховної Ради Української РСР…», село віднесене до зони гарантованого добровільного відселення (третя зона) внаслідок аварії на Чорнобильській АЕС.
13 квітня 2017 року увійшло до складу новоствореної Овруцької міської територіальної громади Овруцького району Житомирської області. Від 19 липня 2020 року, разом з громадою, в складі новоствореного Коростенського району Житомирської області.

## Відомі уродженці
- Стоцький Микола Вікторович (1968—2015) — український військовик, прапорщик, розвідник 8 роти 92-ї окремої механізованої бригади, кавалер ордена «За мужність» III ступеня.